# Tio-tio
O tio-tio (Phacellodomus striaticollis) é uma espécie de ave da família Furnariidae. Classificada como pouco preocupante pela União Internacional para a Conservação da Natureza.
É nativo da América do Sul onde ocorre no sul do Paraguai, sudeste do Brasil, Bolívia, Uruguai e nordeste da Argentina, em altitudes até cerca de 700 m. Nunca foi visto distante de corpos d'água, habitando o sub-bosque nas franjas da floresta e corredores de vegetação ripária, em soutos e marisma com brenha.
[carece de fontes?]